# Жуто море
Жуто море или Западно море како га зову Корејци је део Источног Кинеског мора које је само део Тихог океана. Налази се између Кине и Корејског полуострва. Његово име долази од тога што честице песка, које у њега уноси река Хоангхо (Жута река), дају мору жуту боју. Његов северни део се зове Корејски залив. Преко Бохајског пролаза комуницира са Бохајским морем. 
Обале Жутог мора су веома густо насељене, са око 250 становника по квадратном километру. Морске воде су вековима користили кинески, корејски и јапански бродови за риболов. Посебно богати рибом су доњи слојеви. Комерцијално се експлоатише око 200 рибљих врста, посебно ораде, кукуљи, гуштери, шкампи, шкампи, шури, лигње, јегуља, турпија, пацифичка харинга, клен, иверак и медузе. Интензитет риболова се постепено повећава за Кину и Кореју, а смањује за Јапан. На пример, обим производње у Кини је порастао са 619.000 тона у 1985. на 1.984.400 тона у 1996. години. Све врсте су, међутим, прекомерно изловљене, и док се укупни сливови повећавају, популација рибе се континуирано смањује за већину врста. 
Истраживања нафте су била успешна у кинеском и севернокорејском делу мора, са доказаним и процењеним резервама од око 9 и 20 милијарди тона. Међутим, проучавање и истраживање мора је донекле отежано недовољном размјеном информација између укључених земаља. Кина је започела сарадњу са страним нафтним компанијама 1979. године, али је ова иницијатива касније попустила. До великог изливања нафте дошло је 16. јула 2010. када је експлодирао нафтовод у североисточној луци Даљен, изазвавши пожар широких размера и проширивши око 1.500 тона нафте на морско подручје од 430 km2 (170 sq mi). Лука је затворена, а риболов обустављен до краја августа. Осам стотина рибарских чамаца и 40 специјализованих пловила мобилисано је за отклањање штете по животну средину.

## Географија

### Опсег
Међународна хидрографска организација дефинише границе Жутог мора (које такође назива „Хванг Хај“) на следећи начин:

Жуто море је одвојено од Јапанског мора границом од јужног краја полуострва Хаенам у Јеоланамдоу до острва Јеџу и дели се на Источно кинеско море границом од западног краја острва Јеџу до ушћа реке Јангце.

### Клима и хидрологија
Област има хладне, суве зиме са јаким северним монсунима који дувају од краја новембра до марта. Просечне јануарске температуре су −10 °C (14 °F) на северу и 3 °C (37 °F) на југу. Лета су влажна и топла са честим тајфунима између јуна и октобра. Температуре ваздуха се крећу између 10 и 28 °C (50 и 82 °F). Просечна годишња количина падавина се повећава са око 500 mm (20 in) на северу до 1.000 mm (39 in) на југу. Магла је честа дуж обала, посебно у уздизним областима са хладним водама.
Плима је полудневна, односно расте два пута дневно. Њена амплитуда варира између 0,9 и 3 m (3,0 и 9,8 стопа) на обали Кине. Плима је већа на Корејском полуострву, обично се креће између 4 и 8 m (13 и 26 стопа) и достиже максимум у пролеће. Плимни систем ротира у смеру супротном од казаљке на сату. Брзина плимне струје је углавном мања од 1,6 km/h (0,99 mph) усред мора, али може порасти на више од 5,6 km/h (3,5 mph) у близини обала. Најбрже плиме и осеке које достижу 20 km/h (12 mph) јављају се у мореузу Мјеонгнјанг између острва Чиндо и Корејског полуострва.
Варијације нивоа мора повезане са плимом резултирају копненим пролазом дужине 2,9 km (1,8 mi) и ширине 10–40 m који се отвара око сат времена између острва Чиндо и Модо. Догађај се дешава око два пута годишње, почетком маја и средином јуна. Дуго се славио на локалном фестивалу под називом „Чиндо фестивал раздвајања мора”, али је био углавном непознат спољном свету све до 1975. године, када је француски амбасадор Пјер Ранди описао тај феномен у француским новинама.

## Флора и фауна
Жуто море је богато морским алгама (претежно келпом, Laminaria japonica), главоношцима, раковима, шкољкама, и посебно плаво-зеленим алгама које цветају лети и доприносе боји воде (види слику изнад). На пример, производња морских алги у тој области била је чак 1,5 милиона тона само за Кину 1979. године. Бројност свих ових биљних и животињских врста расте према југу и указује на високу морску продуктивност, што је разлог за разноврсност рибљих врста и висок принос рибе из мора. Неколико врста гобија нових за науку откривено је недавно у Жутом мору.
Јужни део Жутог мора, укључујући целу западну обалу Кореје, садржи 10 km-широк (6,2 mi) појас међуплимних блатних равница, који има укупну површину од 2.850 km2 (1.100 sq mi) и одржава га на 4–10 m. Те равнице састоје се од високопродуктивних седимената са богатом бентоском фауном и од великог су значаја за селице и приобалне птице. Истраживања показују да је ово подручје најважније место за птице селице током миграције ка северу у целом источноазијско-аустралијском прелетном путу, са више од 35 врста које се јављају у међународно значајном броју. Два милиона птица, најмање, прође кроз њега у сезони, а око половина тог броја га користи за миграцију према југу. Око 300.000 птица селица пролазило је годишње само кроз плимну равну област Семангеум. Међутим, Јужна Кореја је преградила ово ушће 1991–2006, што је довело до исушивања земље. Мелиорација је такође заузела 65% међуплиме области у Кини између 1950-их и 2002. године, а од 2005. године постојали су планови да се тренд пришири за додатних 45%.
Популације океанске мегафауне, као што су морски сисари, морске корњаче и веће рибе, смањиле су се у модерно доба, не само због загађења већ и због лова. Јапански индустријски китолов и илегалне масовне операције Совјетског Савеза уз подршку Јапана били су главни покретачи пада популације. Врсте које данас бораве у овој области укључују пегаве фоке и китове као што су минки китови, китови убице, лажни китови убице и плискавице без пераја, али ипак сви остаци наведених врста могу бити у веома малом броју. Историјски гледано, велики китови су били у изобиљу било за летовање и зимовање у Жутом и Бохајском мору. На пример, јединствена популација резидентних китова перајаца и сивих китова је историјски била присутна, или је ово море можда било обитавалиште дела севернопацифичких правих китова и грбавих китова (уочена су 3 кита укључујући пар краве и телета у округу Чангај 2015.) током целе године осим мигрирајућих јединки и многих других миграторних врста као што су Бејрдови кљунасти китови. Чак су се и плави китови, јапански морски лавови, дугонзи (само у јужним регионима) и кожасте корњаче размножавали или мигрирали у Жуто и Бохајско море.